# Kaptusenfotingssnok
Kaptusenfotingssnok (Aparallactus capensis), är en ormart inom familjen stilettormar som tillhör släktet tusenfotingssnokar.

## Kännetecken
Längden är 27-32,4 centimeter. Kroppen är smal och slank, röd-brun till grå-blekgul på ryggen med en svart krage precis bakom huvudet. På huvudet är färgen brun-vit till grå-vit (se bilder i externa länkar). Ormen har gift men är ofarlig för människor.

## Utbredning
Östra Sydafrikanska republiken till Zimbabwe, norra Botswana, Swaziland, centrala Moçambique och sydöstra Kongo-Kinshasa.

## Levnadssätt
Lever i varierande miljö, högslätter, grässlätter, savanner och nära kusten. Ormen är vanliga i gamla termitstackar, där den finner föda och skydd mot faror. Den syns sällan till uppe på markytan. Ormarnas små tänder är ofarliga för människor. Deras naturliga fiender är bland annat andra reptilätande ormar. Fortplantningen är ovipar och honan lägger 2-4 ägg. Födan består mestadels av tusenfotingar, som kan vara upp till 13 centimeter långa och dubbla ormens normala diameter. Dessa äts med huvudet först och tusenfotingarnas bett har liten eller ingen verkan alls på ormen.

### Tryckt litteratur
- Field guide to snakes and other reptiles of southern Africa s.64,
- A Photographic Guide to Snakes and Other Reptiles of Southern Africa